# Club Deportivo Mavort
O Club Deportivo Mavort é um clube esportivo do Equador que compete de forma profissional no basquetebol. Fundado em 1989, tem sua sede na cidade de Ibarra. É tricampeão da Liga Equatoriana de Basquetebol e disputou por duas vezes a FIBA Liga das Américas.